# Тарасенко Микола Федосійович
Микола Федосійович Тарасенко (23 квітня 1939, Горностаївка — 25 березня 1995) — український філософ, фахівець із систематичної філософії та соціальної філософії; доктор філософських наук, професор, член-кореспондент Академії педагогічних наук України.

## Біографія

Могила Миколи Тарасенка

Народився 23 квітня 1939 року в селищі міського типу Горностаївці Херсонської області, У 1958 році закінчив Одеський технікум підготовки культосвітніх працівників. З 1959 по 1962 рік служив в Радянській армії. В 1967 році закінчив філософський факультет Київського університету імені Т. Г. Шевченка, де ще студентом на нього звернув увагу П. В. Копнін, запросивши на роботу до Інституту філософії АН УРСР.
3 1969 по 1972 рік — аспірант Інституту філософії. В 1973 році захистив кандидатську дисертацію. З 1976 по 1986 рік — старший науковий співробітник відділу діалектичного та історичного матеріалізму, а потім перейшов на кафедру філософії АН УРСР. Після захисту в 1987 році докторської дисертації на тему «Діалектика культури і технологія в освоєнні природи» був обраний деканом філософського факультету Київського університету імені Т. Г. Шевченка, пропрацювавши на цій посаді до кінця свого життя.
Помер 25 березня 1995 року. Похований у Києві на Байковому кладовищі (ділянка № 49а, 50°25′1.90″ пн. ш. 30°30′5.10″ сх. д. / 50.4171944° пн. ш. 30.5014167° сх. д.).

## Наукова діяльність
Опублікував близько 50 наукових праць, присвячених дослідженню актуальних і перспективних проблем, пов'язаних із світоглядною специфікою взаємозв'язку технології і культури. Запропонував і реалізував оригінальний підхід до аналізу соціально-культурних основ технології, який на відміну від існуючого формаційного, субстратного і структурно-функціонального полягав у виявленні інтерсуб'єктивного змісту промислової технології через специфіку суспільних форм практики і суб'єкт-об'єктних відносин. Гармонізацію взаємин людини і природи як соціально створених відносин М. Тарасенко вбачав у заміні технологій, які будуються за формами руху матерії, технологіями, побудованими на діалектиці колективної праці людства.
Під його керівництвом опубліковано п'ять колективних монографій, ряд підручників та навчальних посібників із філософії та культури. Завдяки його науковій редакції та особистій участі вийшли в світ навчальні посібники з історії вітчизняної філософії:
- Історія філософії України. Хрестоматія. К., 1993;
- Історія філософії України. К., 1994;
- Огородник І. В., Русин М. Ю. Українська філософія в іменах. К., 1997.

Твори:
- «Філософські аспекти відносини людина-природа». К, 1975;
- «Людина і світ людини». (у співавторстві). К., 1977;
- «Природа, технологія, культура: Філософсько-світоглядний аналіз». К., 1985;
- «Імперативи людяності». (у співавторстві). К, 1990.